# 1871 год в музыке

## События
- 24 декабря — в Каире впервые поставлена опера Джузеппе Верди «Аида».
- 26 декабря — премьера комической оперы «Феспис», первой оперы Гилберта и Салливана в Гайети-театре в Лондоне[1]
- Николай Андреевич Римский-Корсаков стал профессором Санкт-Петербургской консерватории[2]
- После смерти Александра Серова жена композитора В. С. Серова и Н. Ф. Соловьев завершили неоконченную оперу «Вражья сила».
- Театр парижской оперы получил название Гранд-опера.
- Рихард Вагнер начал работу над оперой «Гибель богов» (завершающей оперой тетралогии).

## Классическая музыка
- Антон Григорьевич Рубинштейн — Тема с вариациями
- Артур Салливан — музыка к пьесе «Венецианский купец» У. Шекспира; драматическая кантата «На берегу и море»; цикл песен «Окно», на слова А. Теннисона
- Пётр Ильич Чайковский — Струнный квартет № 1

## Опера
- Рихард Вагнер — «Зигфрид», третья опера из тетралогии Кольцо Нибелунга.
- Джузеппе Верди — «Аида».
- Артур Салливан — «Феспис»[1]
- Александр Николаевич Серов — «Вражья сила»
- Пётр Ильич Чайковский — Квартет № 1 для двух скрипок, альта и виолончели, D-dur.

## Персоналии

### Родились
- 3 января — Даниэль Аломиа Роблес (ум. 1942) — перуанский композитор и музыковед-фольклорист
- 5 января — Фредерик Конверс (ум. 1940) — американский композитор и педагог
- 5 января — Сигрид Линдберг (ум. 1942) — шведская скрипачка
- 13 марта — Анастасия Вяльцева (ум. 1913) — русская эстрадная певица (меццо-сопрано), исполнительница романсов и артистка оперетты
- 25 марта — Герман Аберт (ум. 1927) — немецкий музыковед и педагог
- 28 марта — Виллем Менгельберг (ум. 1951) — нидерландский дирижёр немецкого происхождения
- 29 марта — Виллем Менгельберг (ум. 1951) — нидерландский дирижёр немецкого происхождения
- 31 марта — Фриц Кассирер (ум. 1926) — немецкий дирижёр и музыковед
- 21 апреля — Лео Блех (ум. 1958) — немецкий дирижёр и композитор
- 4 мая — Адольф Бошо (ум. 1955) — французский музыковед, музыкальный критик и писатель.
- 20 мая — Эудженио Джиральдони (ум. 1924) — итало-французский оперный певец (баритон)
- 17 июня — Джеймс Уэлдон Джонсон[англ.] (ум. 1938) — американский писатель и поэт-песенник
- 29 июня — Луиза Тетраццини (ум. 1940) — итальянская оперная певица (колоратурное сопрано) и педагог
- 16 августа — Захарий Палиашвили (ум. 1933) — грузинский композитор, педагог и музыкально-общественный деятель
- 20 августа — Андрей Лабинский (ум. 1941) — русский и советский оперный и камерный певец (лирико-драматический тенор)
- 15 сентября — Альфред Брайан[англ.] (ум. 1958) — канадский поэт-песенник
- 28 октября — Николай Кедров (ум. 1940) — русский оперный и камерный певец (баритон)
- 1 ноября — Александр Спендиаров (ум. 1928) — русский и советский композитор и дирижёр
- 18 ноября — Амадеу Вивес-и-Роч (ум. 1932) — испанский композитор
- 30 ноября — Пётр Столярский (ум. 1944) — советский скрипач и педагог
- без точной даты — Николай Сулханишвили (ум. 1919) — грузинский композитор, хоровой дирижёр и регент

### Скончались
- 1 января — Андрей Лодий (59) — оперный певец, лирический тенор, музыкальный педагог.
- 1 февраля — Александр Серов (51) — русский композитор и музыкальный критик
- 2 марта — Джованни Гордиджани (76) — итальянский певец (баритон), композитор и музыкальный педагог.
- 26 марта — Франсуа-Жозеф Фети (87) — бельгийский музыковед, музыкальный критик, педагог, дирижёр и композитор
- 13 мая — Даниэль Обер (89) — французский композитор
- 17 июля — Карл Таузиг (29) — польский пианист-виртуоз, композитор и музыкальный педагог
- 20 июля — Франсуа Дельсарт (59) — французский певец и вокальный педагог
- 14 ноября — Франческо Альмазио (65) — итальянский органист и композитор.
- 19 декабря — Константин Лядов (51) — русский дирижёр и скрипач.